# Флоренс Ейскоу
Флоренс Ейскоу Макнейр (англ. Florence Ayscough MacNair, (21 січня 1875 , Шанхай  — 26 квітня 1942 )) — китаєзнавець, письменниця і перекладачка китайської літератури.

## Походження та навчання
Флоренс Ейскоу, уроджена Вілок, народилася між 1875 і 1878 роками в Шанхаї у Китаї, в родині канадця Томаса Ріда Вілока та матері-американки Едіт Х. Кларк. Тоді Канада перебувала під британським правлінням, тому, оскільки батько Ейскоу був канадцем, вона вважалася британкою, народженою в Китаї.
Ейскоу переїхала з родиною до Сполучених Штатів Америки у 9-річному віці та навчалася в школі Шоу в Бруклайні, штат Массачусетс, неподалік Бостона. Саме в школі вона познайомилася з американською поетесою Емі Лоуелл . Вони стали друзями на все життя . Сім'я Ейскоу повернулася жити до Китаю, коли їй було трохи більше двадцяти . Вона вивчала китайське мистецтво, літературу та соціологію .

## Кар'єра
Ейскоу читала лекції з китайського мистецтва та літератури і була авторкою восьми книг з китайської історії, культури, літературної критики та перекладу. Вона їздила як лекторка до Лондона, Парижа, Берліна та Нью-Йорку . У 1938 році Ейскоу прийняла постійну посаду лектора в Чиказькому університеті, де читала лекції з китайської літератури і продовжувала свою перекладацьку роботу і документування історії та культури Китаю .
Флоренс Ейскоу була почесним бібліотекарем Північно-китайського відділення Королівського азійського товариства у Шанхаї протягом п'ятнадцяти років .
Вчена збирала сучасні китайські картини, у тому числі роботи Сюй Гу. Завдяки її зусиллям ця форма китайського мистецтва була представлена американській публіці.
Наукові твори Флоренс Ейскоу включали переклади класичної поезії та есе з китайського мистецтва, історії та філософії. У своїй роботі вона також спробувала виправити попередні неточні спроби інтерпретації культури стародавнього та сучасного Китаю, наприклад погляди на Китай як на застійну культуру. Крім протидії негативним стереотипам позитивними переоцінками, вона також прагнула виправити дезінформацію. Наприклад, у своєму огляді роману американської письменниці Перл Бак «Хороша земля» 1931 року Ейскоу позитивно оцінила вибір сучасного китайського селянства як сюжет, але розкритикувала точність викладу .
Ейскоу вплинула на творчість своєї подруги Емі Лоуелл, будучи джерелом інтересу Лоуелл до азійської культури і китайської поезії . Ейскоу познайомила Лоуелл з китайським живописом і поезією в 1917 році. Під час візиту до Америки вона привезла з собою китайські словесні картинки, які вона переклала англійською мовою, які Лоуелл потім перетворила на римовані вірші .

### Публікації
Перша книга Флоренс Ейскоу «Fir-Flower Tablets», у співавторстві з Емі Лоуелл, була перекладом віршів з китайської мови. «Китайське дзеркало», опубліковане в 1925 році, являло собою аналіз структури управління китайським суспільством, зокрема символіки пекінських імператорських палаців. 1929 року вона опублікувала «Ду Фу, автобіографію китайського поета»; її переклади віршів Ду Фу з біографією, побудованої з урахуванням його віршів. 1934 року вона опублікувала «Подорожі китайського поета». Ці дві роботи сприяли знайомству британської публіки із Ду Фу. Ейскоу написала дві книги, призначені для юних читачів: Автобіографія китайського собаки (оповідання про Шанхай з погляду її пекінеса Йо-фей), і Країна феєрверків. У її останній роботі «Китайські жінки вчора і сьогодні», опублікованій в 1937 році, сучасні китайські жінки-лідери розглядалися як наступниці довгої лінії здібних, хоч і замкнутих китаянок .
Ейскоу також публікувала статті в The Encyclopaedia Sinica.

## Особисте життя
Першим чоловіком Ейскоу був британський імпортер Френсіс Ейскоу, з яким вона познайомилася після повернення до Шанхаю в Китаї . Будучи молодою нареченою в Шанхаї, вона вирішила навчитися говорити і читати китайською мовою. Її чоловік помер у 1933 році після тривалої хвороби Після його смерті Флоренс Ейскоу присвятила вітраж (вікно Святого Франциска в північній стіні святилища) у церкві Святого Якова Великого в Кредлі, Херефордшир, де преподобний Томас Ейскоу обіймав посаду ректора з 1892 по 1917 рік .
Ейскоу потім вийшла заміж у 1935 році за китаєзнавця Гарлі Фарнсворта Макнейра. Ейскоу назвала свої будинки в Чикаго за традиційною китайською модою: «Будинок щастя диких гусей» та «Будинок дерев вутунг» за картиною Жень І з їхньої колекції .
Ейскоу захоплювалася вітрильним спортом, плаванням, театром і музикою та була членом Спілки англомовних людей. У дитинстві вона виявила інтерес до коней і перетворилася на видатну наїзницю. Крім китайської мови, вона вільно говорила французькою та німецькою мовами .
1941 року Ейскоу була госпіталізована до Чиказької остеопатичної лікарні, де померла 26 квітня 1942 року на 68-му році життя після тривалої хвороби. Поминальна служба по ній пройшла у Першій унітарній церкві Чикаго під керівництвом доктора фон Огдена Фогта. Вона була похована на кладовищі Форест-Гіллз в Ямайка-Плейн, штат Массачусетс .

## Ушанування пам'яті
Після смерті листування Ейскоу з подругою, поетесою Емі Лоуелл, було укладено і опубліковано її чоловіком, професором Гарлі Фарнсвортом Макнейром . Наступного року він опублікував біографію своєї дружини під назвою «Незрівнянна леді» (The Incomparable Lady). Він подарував колекцію Флоренс Ейскоу з 1292 книг китайською мовою Бібліотеці Конгресу .